# Casteggio (vino)

## Zona di produzione
Geograficamente la zona fa parte dell'Oltrepò Pavese e si estende nella fascia collinare dei comuni di Casteggio, Borgo Priolo, Corvino San Quirico, Montebello della Battaglia, Calvignano, Oliva Gessi e Torrazza Coste.

## Storia
Clastidium (l'attuale Casteggio) era un importante castrum già nel II secolo a.C. e la zona è ricca di citazioni coeve. Columella e Plinio il Vecchio scrissero che la zona era «coperta di ubertosissimi vigneti» e Strabone segnalò «botti fatte di legno e più grosse delle case». 
Riferendosi a documenti del 1523, Carlo Giulietti narra che «[...] anche il vino era assai pregiato, perché veniva tenuto in conto la buona coltivazione della vite.»  Le località comprese nell'attuale zona di produzione vengono considerate quelle «più degne di nota per l’ottima produzione di vini fini» da parte di Davide Zanardi
Nel 1872, durante gli scavi per la fondazione di un immobile, furono ritrovato alcuni reperti, tra cui una grossa anfora ancora intera. 
Nel 1907 viene fondata la cantina sociale di Casteggio, che utilizza Barbera e Croatina come base per il vino rosso. Etichette di quegli anni dimostrano che il vino prodotto veniva già denominato "Casteggio".

## Tecniche di produzione
La forma di allevamento consentita è la controspalliera e la potatura deve essere quella tradizionale. Le uve vanno vendemmiate manualmente. È ammessa la vinificazione congiunta e disgiunta delle uve
Tutte le operazioni di cantina devono essere effettuate nella zona di produzione, nell'intero territorio della provincia di Pavia e nelle frazioni di Vicobarone e Casa Bella nel comune di Ziano Piacentino in provincia di Piacenza.
Le uve possono venire declassate alla DOC Oltrepò Pavese rosso e rosso riserva.
Rigorosamente imbottigliate in contenitori di tipo bordolese, per la chiusura è previsto solamente il tappo di sughero monopezzo della lunghezza minima di mm 50.

## Disciplinare
Già nel 1970, ala costituzione della denominazione di origine controllata Oltrepò Pavese le uve prodotte a Casteggio e nei dintorni era previsto che rientrassero nella tipologia "Rosso", Nel 2010 è stata loro concessa una DOC autonoma che aumenta la percentuale di vitigno Barbera, riconoscendo la tradizione locale. 
Il disciplinare è stato approvato con D.M. 3.08.2010, pubblicato sulla G.U. 194 e successivamente modificato con:
- DM 30.11.2011, pubblicato sul sito ufficiale del Mipaaf

La versione attuale è stata approvata con DM 7.03.2014 Pubblicato sul sito ufficiale del Mipaaf.

## Tipologie

### Casteggio
| uvaggio                        | Barbera min 65%; Croatina, Uva Rara, Pinot Nero, Ughetta anche congiuntamente, max 35%. |
| titolo alcolometrico minimo    | 12,50% vol.                                                                             |
| acidità totale minima          | 4,50 g/l.                                                                               |
| estratto secco minimo          | 25,00 g/l                                                                               |
| resa massima di uva per ettaro | 85 q.                                                                                   |
| resa massima di uva in vino    | 70 %                                                                                    |

| Invecchiamento | Casteggio                                                | Riserva                                                  |
|                | 24 mesi, di cui 12 in botti di rovere e sei in bottiglia | 36 mesi, di cui 12 in botti di rovere e sei in bottiglia |